# آلکساندر نگری
آلکساندر نگری دروازه‌بان اهل برزیل است که در شهر Vinhedo و در تاریخ ۲۷ مارس ۱۹۸۱ به دنیا آمده‌است.
آلکساندر نگری در تیم‌های فوتبال Ponte Preta سابقهٔ حضور دارد.